# Adolf Wölfli
Adolf Wölfli, född 29 februari 1864 i Bern, Schweiz, död 6 november 1930, var en schweizisk konstnär, poet och kompositör.

## Uppväxt
Wölfli misshandlades fysiskt och utsattes för sexuella övergrepp som barn och blev föräldralös vid 10 års ålder. Han växte upp i ett antal fosterhem och sattes i barnarbete. Han förgrep sig på små flickor, blev ertappad och straffad. Efter frigivning blev han på nytt ertappad för liknande brott, och 1895 blev han intagen på Waldau-kliniken, ett sjukhus i Bern för psykiskt sjuka; han tillbringade resten av sitt vuxna liv där. Han led av psykoser och intensiva hallucinationer, vilket anses utgöra grunden i hans konst.

## Konstnärskap
Någon gång under tiden på Waldau-kliniken började Wölfli att rita. Hans första bevarade verk är en serie med 50 blyertsteckningar, daterade mellan 1904 och 1906. Walter Morgenthaler, en läkare vid Waldau-kliniken, intresserade sig särskilt för Wölflis konst och hans tillstånd, och publicerade 1921 en skrift med titeln Ein Geisteskranker als Künstler ("En psykiatrisk patient och konstnär"); detta gjorde att Wölflis konstnärskap fick uppmärksamhet. Hans konst blev positivt bemött av Jean Dubuffet som kallade den särlingskonst.
Adolf Wölfli dog på Waldau-kliniken 1930. År 1975 bildades stiftelsen Adolf Wölfli för att bevara hans konst till eftervärlden. Samlingen finns i Kunstmuseum Bern.

## Bilder

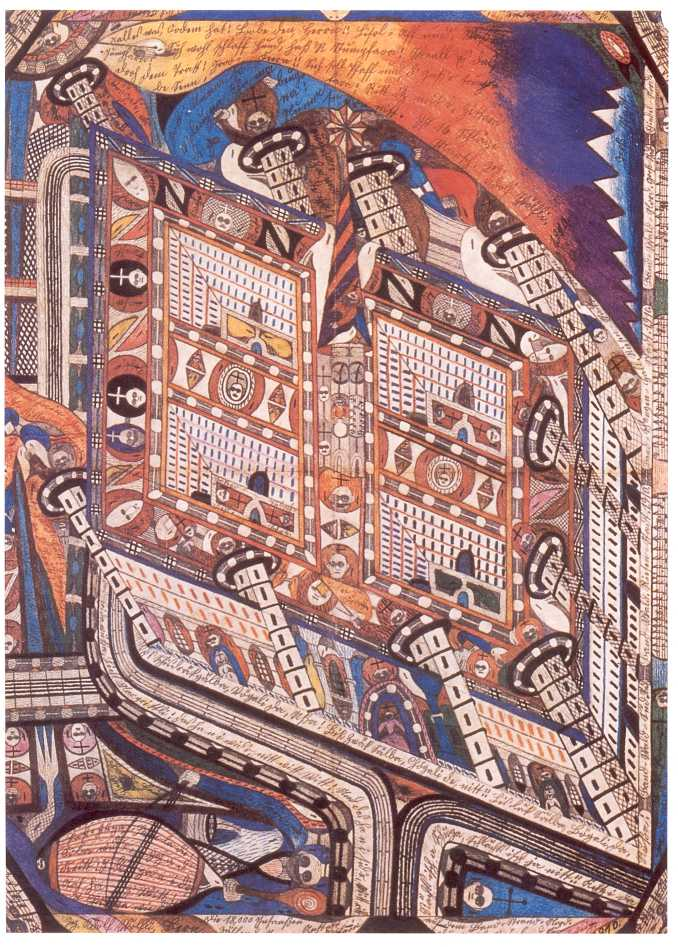
Irren-Anstalt Band-Hain, 1910.
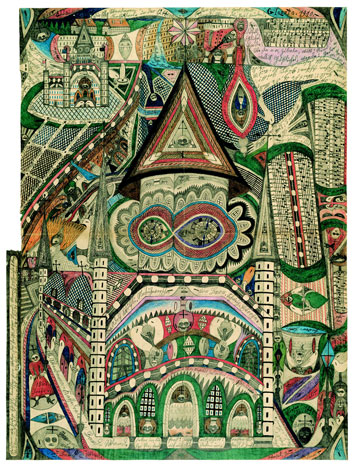
Die Skt-Wandanna-Kathedrale in Band-Wand, 1910.
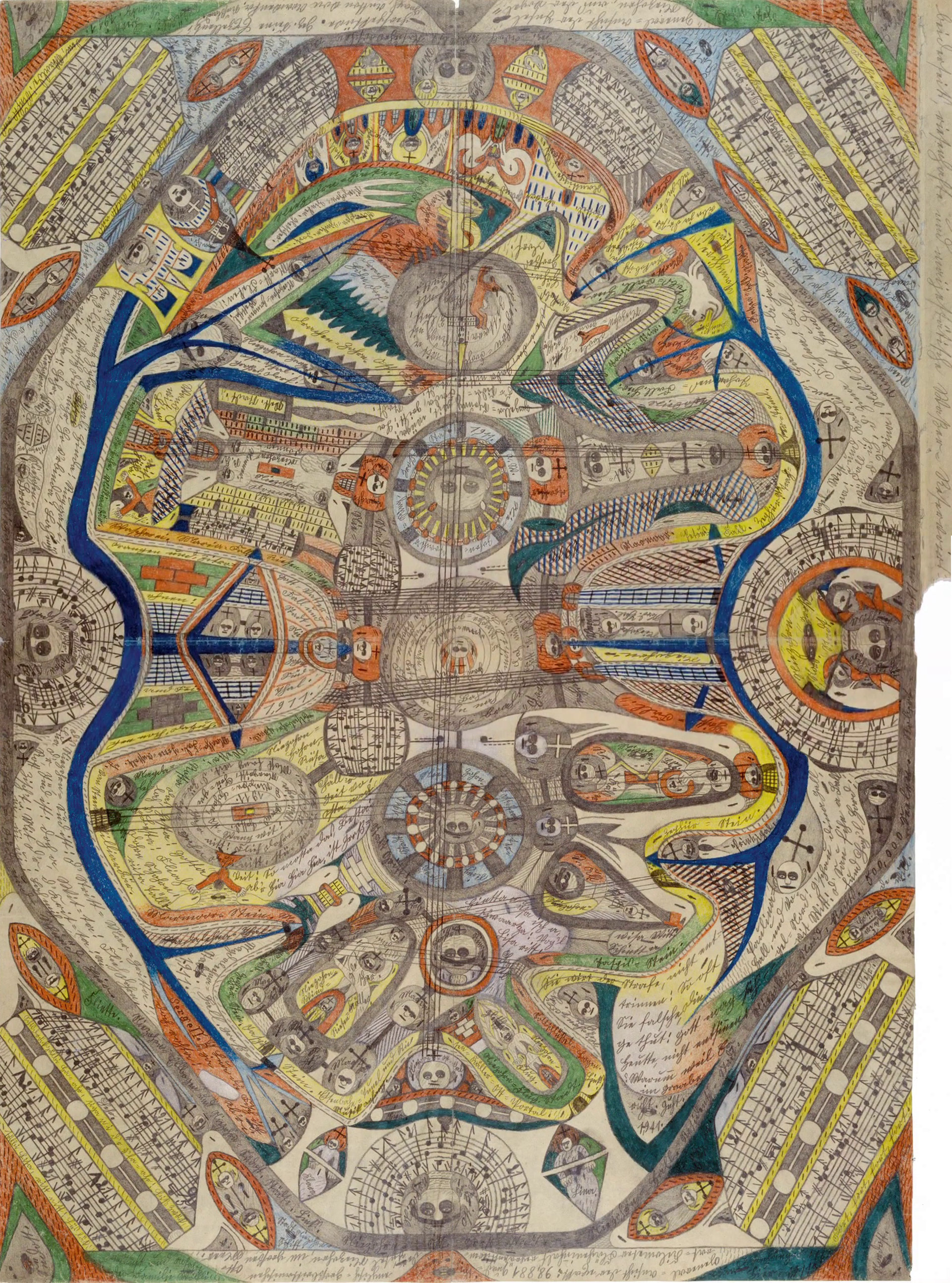
Neveranger, 1911.
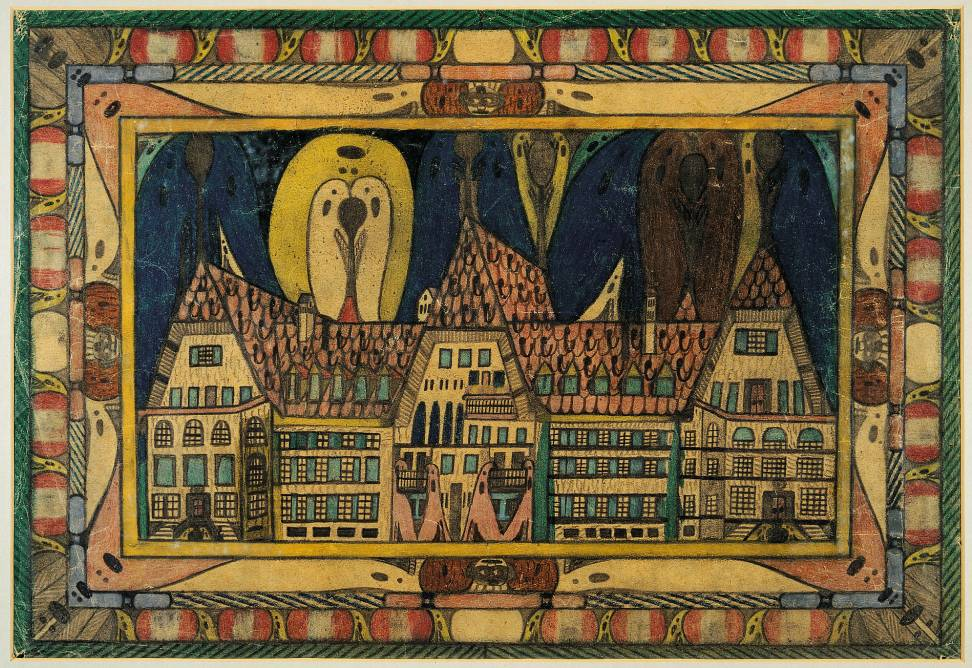
Heilanstalt Waldau, 1921.
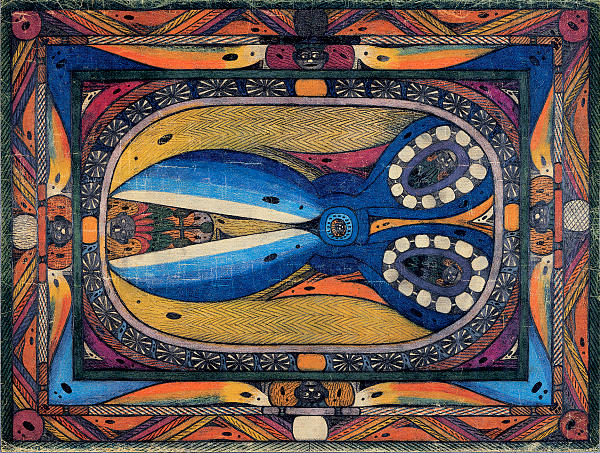
Schähren Hall, 1926.
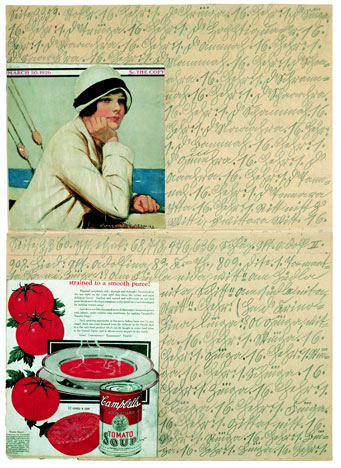
Campbell's Tomato Soup, 1929.
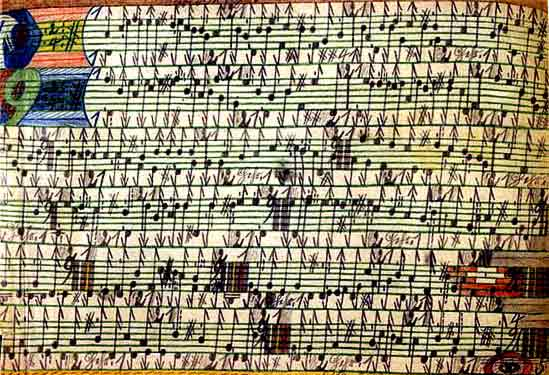
Musiknotation, 1930